# Роговски, Марк
Марк Энтони Роговски (англ. Mark Anthony Rogowski; род. 10 августа 1966, Бруклин, штат Нью-Йорк, США) — американский профессиональный скейтбордист, популярный в 1980-е годы. Помимо спортивной деятельности, Роговски также получил известность в связи с убийством, которое он совершил в 1991 году и последующим осуждением, по причине чего он был вынужден завершить профессиональную карьеру. История его жизни изображена в документальном фильме «Взлет и падение Гейтора».

## Ранние годы
Марк Роговски родился 10 августа 1966 года в боро Бруклин, штат Нью-Йорк в семье. В 1969 году, после развода родителей, Марк вместе с матерью и старшим братом Мэтью переехал в город Эскондидо, штат Калифорния. В дальнейшем рос без отца и воспитывался матерью. В 1973 году, в возрасте 7 лет Роговски впервые встал на скейтборд и начал заниматься скейтбордингом. Однако в тот период скейтбординг был мало популярен в отличие от серфинга, благодаря чему в конце 1970-х Роговски подвергался физическим нападкам со стороны сверстников и считался в округе социальным изгоем. В это же время Марк при поддержке старшего брата увлекся бейсболом и начал уделять много времени общефизической подготовке. Вместе с группой единомышленников Марк стал одним из первых скейтеров, кто из-за нехватки скейт-парков начал использовать в качестве рамп пустые бассейны и кататься в стиле верт, вследствие чего его навыки и мастерство в выполнении трюков на горизонтальных и вертикальных рампах значительно повысились.

## Карьера
В начале 1980-х Марк Роговски начал профессиональную карьеру и сразу стал побеждать на местных любительских соревнованиях по скейтбордингу. В 1982 году в Канаде он выиграл Канадский любительский чемпионат по скейтбордингу, проходивший в Ванкувере. Через 2 года, в 1984 году Роговски становится чемпионом США по скейтбордингу, обойдя в мастерстве множество соперников, в том числе юного Тони Хоука. Благодаря возросшей популярности Роговски и скейтбординга в целом, ряд компаний по продаже скейтбордов и других аксессуаров для скейтбординга заключили контракт с Марком за поддержку их бренда, благодаря чему к 1987 году Роговски зарабатывал на рекламе своего имени от 4000 до 8000 долларов в месяц и около 14000 долларов в месяц от продажи скейтбордов компанией «Vision Sport», которая впоследствии запустила линию одежды и экипировки для скейтбордистов под прозвищем Роговски — «Гейтор», которая имела большой коммерческий успех в конце 1980-х, что в свою очередь сделало компанию одним из самых продаваемых брендов скейтбординга в 1980-х годах. В этот период Марк активно продолжал принимать участие в различных соревнованиях в разных странах мира. В 1988 году, он наряду с Тони Хоуком, Кристианом Хосо, Лэнсом Моунтэйном и Стивом Кабальеро входил в пятерку лучших скейтбордистов мира. В том же году, вместе с Тони Хоуком Роговски снялся в фильме «Достигая невозможного», который вышел на экраны в 1989 году с Кристианом Слейтером в главной роли.
На волне успеха Роговски купил большой особняк в элитном районе курортного города Карлсбад, где стал местной знаменитостью. Однако к 1989 году такие стили катания как «верт» потеряли популярность, в связи с чем возросла популярность скейтбордистов катающихся в стиле стрит. Вследствие этого популярность Гейтора постепенно пошла на спад. В этот же период основной спонсор Марка, компания «Vision Sport» объявила себя банкротом и разорвала с ним контракт. Роговски начал увлекаться алкогольными веществами и впал в депрессию. В октябре 1989 года, находясь на одном из скейт-шоу, проходивших в ФРГ, Роговски будучи в состоянии алкогольного опьянения выпал из окна второго этажа отеля, получив при этом травмы лицевых костей и шейных позвонков, в результате чего в течение последующих нескольких месяцев он проходил лечение и реабилитацию в одной из клиник Сан-Диего. После выздоровления, спортсмен неожиданно заявил что принял систему ценностей и постулатов христианства, став последователем этой религии и начал демонстрировать признаки психического расстройства.

## Убийство Джессики Бергстейн
В начале 1991 года Роговски расстался с 21-летней Брэнди Макклейн, с которой он познакомился на одном из соревнований в городе Скоттсдейл, (штат Аризона), в 1987 году. Девушка сопровождала Роговски на соревнованиях, появлялась совместно с ним в рекламных видеороликах компании «Vision Sport» и впоследствии снялась вместе с ним в клипе на песню Тома Петти «Free Fallin’». После расставания, Роговски отправился в Сан-Диего и начал домогаться и запугивать Макклейн, вследствие чего девушка опасаясь агрессивного поведения Роговски сбежала в Нью-Йорк. В марте 1991 года 21-летняя Джессика Бергстейн, лучшая подруга Макклейн и знакомая Роговски, приехала в Сан-Диего и обратилась к нему с просьбой провести экскурсию и показать ей достопримечательности города. 21 марта в ходе поездки по городу, Роговски заманил Бергстейн в свой дом, где избил, связал и подверг ее трехчасовому сексуальному насилию, после чего задушил.
После убийства Роговски избавился от улик, уничтожил одежду убитой, перевёз ее труп в пустынную местность на расстоянии более 100 километров от своего дома, где закопал в неглубокой могиле. Родители Бергстейн после исчезновения дочери обратились в полицию и развернули обширную поисковую деятельность на территории Сан-Диего и прилегающих городах Южной Калифорнии. Тело Бергстейн было найдено 10 апреля того же года в сильно разложенном виде. Узнав об этом, Роговски впал в состояние внутриличностного конфликта и в конечном итоге рассказал о совершенном преступлении одному из своих друзей, при поддержке которого 5 мая 1991 года он явился в полицию и чистосердечно признался в совершении убийства Джессики Бергстейн. После ареста дом и автомобиль спортсмена были подвергнуты обыску, в ходе которого были найдены замытые пятна крови. На допросе Роговски заявил, что совершил убийство в качестве акта мести Брэнди Макклейн, обвинив убитую в том, что она стала причиной их расставания с Макклейн, хотя впоследствии выяснилось, что это было не так.
Судебный процесс открылся в начале 1992 года. Роговски заключил с прокуратурой соглашение о признании вины во избежание смертного приговора. Он признал себя виновным в убийстве первой степени, сопряженном с изнасилованием. На судебных заседаниях Роговски заявил о раскаянии в совершенных деяниях и попросил прощения у родственников жертвы. В ходе судебного процесса Роговски по ходатайству своих адвокатов был отправлен на судебно-психиатрическую экспертизу, которая выявила у него биполярное расстройство личности, но признала вменяемым и отдающим отчет в своих действиях. На основании условий соглашения о признании вины 8 марта 1992 года Марк Роговски был признан виновным и получил в качестве наказания пожизненное лишение свободы с правом условно-досрочного освобождения по отбытии 31 года заключения

## В заключении
Последующие годы жизни Роговски провел в разных пенитенциарных учреждениях штата Калифорния. Отбыв в заключении 20 лет, он в феврале 2011 года за хорошее поведение и отсутствие дисциплинарных взысканий получил возможность подать ходатайство на условно-досрочное освобождение, но ему было отказано. После этого он был переведен для продолжения отбытия наказания из тюрьмы «California Men’s Colony» в тюрьму «Richard J. Donovan Correctional Facility», расположенной в округе Сан-Диего. В 2016 году состоялись очередные слушания по его условно-досрочному освобождению, но ему снова было отказано. За годы заключения Марк Роговски получил образование в области юриспруденции со степенью бакалавра и прошел множество программ по реабилитации сексуальных преступников. В декабре 2019 году Роговски в третий раз подал ходатайство на условно-досрочное освобождение, которое несмотря на протесты родственников жертвы и представителей офиса окружной прокуратуры округа Сан-Диего, было удовлетворено. Совет по условно-досрочному освобождению принял решение об освобождении Роговски и направил свое решение губернатору штата Гэвину Ньюсому, однако Губернатор Калифорнии своим окончательным решением от 23 апреля 2020 года отменил решение об условно-досрочном освобождении.

Очередные слушания Роговски по условно-досрочному освобождению состоялись в начале 2022 года. 15 июня того же года ходатайство об условно-досрочном освобождении снова было удовлетворенно. Совет по условно-досрочному освобождению  направил свое решение губернатору штата Гэвину Ньюсому, который 17 января 2023 года снова  отменил решение об условно-досрочном освобождении, и Роговски остался в тюрьме. Через год, в ноябре 2024 года совет по условно-досрочному освобождению отклонил ходатайство Роговски об условно-досрочном освобождении и запретил ему подавать подобные ходатайства до 2027 года. Комиссар совета по условно-досрочному освобождению Джули Гарланд после отклонения ходайства Роговски заявила СМИ о том, что причин для отказа в условно-досрочном освобождении 58-летнему Роговски было несколько, в том числе его поведение. По словам Гарланд, на последних слушаниях ответы Роговски на вопросы членов совета  были непоследовательными и не соответствовали заявлениям, которые он делал на предыдущих слушаниях по условно-досрочному освобождению, вследствие чего история убийства Джессики Бергстен становится все более и более запутанной. В то же время она отметила, что по результатам многочисленных тестирований в тюрьме Марк Роговски был признан лицом, представляющим низкую социальную опасность. Сам Роговски весьма спокойно отреагировал на очередное отклонение ходатайства заявив следующее: 
Если я умру здесь, меня это устроит. Я чувствую, что сделал все, что мог.

## В массовой культуре
История жизни Марка Энтони Роговски была изображена в документальном фильме «Взлет и падение Гейтора», премьера которого состоялась в 2003 году. Так как на тот период законодательством штата были запрещены видеосъёмки в формате интервью с осуждёнными в местах лишения свободы, фильм полностью состоит из архивных материалов и интервью друзей и конкурентов Роговски. За использование в фильме сцен насилия и ненормативной лексики фильму был присвоен рейтинг R.